# Wifesharing
Wifesharing (engl. Teilen der [Ehe-]Frau) ist eine sexuelle Spielart und bedeutet das Teilen der Ehefrau, Lebensgefährtin oder festen Freundin mit einem anderen Mann zum Zwecke des Geschlechtsverkehrs.

## Geschichte
Die Gründe, seine Ehefrau auszuleihen, waren verschiedene. Männern war es erlaubt, ihre Frau mit einem anderen Mann oder einer bestimmten Kategorie von Männern zu teilen. Manchmal, um einem Witwer auszuhelfen oder um die Freundschaft zwischen Männern bzw. Stämmen zu stärken. Seltener kam es auch vor, dass Frauen ihre Ehemänner baten, sie als Partnerin an Männer anzubieten, die für ihren Sexappeal bekannt waren.
Die Praxis des Teilens von Ehefrauen in der Oberschicht der alten Griechen sollte eine homogene herrschende Kaste innerhalb der Poleis schaffen, einerseits durch die Beseitigung von Ungleichheiten insgesamt, andererseits durch die Begrenzung der Zahl der gesetzlichen Erben.
Die Globalisierung führte zum kulturellen Wandel in den Sexualkulturen, wie zum Beispiel zum Wifesharing, zu Sugar-Daddy- und Gold-Digger-Verbindungen in Afrika südlich der Sahara und zu Enjokosai („kompensierte Verabredungen“) in Japan.

## Hintergrund
Laut der Expertenmeinung von „Psychology Today“ soll die Biologie eine Rolle spielen: Der Partner findet sich beim Wife Sharing in einer Art Konkurrenzkampf mit dem fremden Mann im Bett.
Beim Wifesharer und seiner Partnerin besteht beim Sexualverkehr nicht von vornherein ein Ungleichgewicht, wenngleich mancher Wifesharer eher dominant geprägt ist. Die sexuelle Aktivität findet meistens gemeinsam statt. Beim Geschlechtsverkehr bildet der Wifesharer zusammen mit einem hinzugezogenen Mann und der Partnerin einen Dreier, in einigen Fällen schaut der Wifesharer zu und genießt die erotisierende Situation mit oder ohne Masturbation. In einigen Partnerschaften bestimmt der Wifesharer den Sexualpartner der Frau. In seltenen Fällen akzeptiert der Wifesharer auch Treffen seiner Partnerin mit einem anderen Mann ohne ihn selbst. Wifesharer verspüren in der Regel keine Eifersucht.
Der hinzugezogene Mann ist entweder ein Hausfreund, mit dem das Paar regelmäßig oder gelegentlich verkehrt, oder es sind wechselnde Bekanntschaften, zu denen das Paar nur einmalig oder wenige Male Kontakt hat.
Wifesharing wurde in der westlichen Gesellschaft ab den 1960er-/1970er-Jahren populärer. Die Gründe liegen unter anderem im Tabubruch und in der erotischen Lust des männlichen Parts, seine eigene Partnerin beim Geschlechtsverkehr mit einem anderen Mann zu beobachten, beim Akt selbst beobachtet zu werden oder die Partnerin mit einem anderen Mann zeitgleich zu penetrieren. Andersherum liegt ein Grund natürlich auch in der Lust der Frau, mit einem anderen Mann zu verkehren oder beim Verkehr beobachtet zu werden. Daraus resultierend möchte der Wifesharer eine umfassendere sexuelle Befriedigung und höhere sexuelle Zufriedenheit seiner Partnerin in der Beziehung erreichen. Auch ist es oft der Wunsch des Paares nach einer Festigung der Partnerschaft und nach einer höheren Intimität innerhalb der Zweierbeziehung.
Wifesharing ist nicht zu verwechseln mit Polyamorie.
In einigen afrikanischen Regionen ist „wife-sharing“ weit verbreitet, dabei wird eine Frau zwischen den männlichen Verwandten, Brüdern oder Cousins, weitergereicht.

## Abgrenzung zum Cuckold
Wifesharing und Cuckolding (von engl. cuckold gehörnter Ehemann) sind nicht dasselbe, sondern weisen gravierende Unterschiede auf. Während der Cuckold zumeist einen devoten Charakter aufweist, und zwar sowohl innerhalb als auch außerhalb der sexuellen Beziehung, und dem hinzugezogenen Mann oft körperlich und in der Ausprägung der Geschlechtsmerkmale unterlegen ist, ist der Wifesharer nicht devot. Er ist körperlich und sexuell mindestens gleichwertig und ein gleichberechtigter oder sogar dominanter Part in der Dreierkonstellation. Der Wifesharer gewinnt seine Lust nicht aus einer Eifersucht, sondern aus der erotischen Situation als solcher. Im Gegensatz zu einer Cuckold-Konstellation ist eine tiefere Zuneigung der Partnerin zum zweiten Mann nicht erwünscht, es steht nur die sexuelle Komponente im Vordergrund.

## Abgrenzung zum Swinger
Auch zum Swingen gibt es gravierende Unterschiede. Während der Swinger seiner eigenen Frau sexuelle Kontakte zu Anderen zugesteht und möglicherweise auch selbst mit Anderen verkehrt, beispielsweise beim Partnertausch oder im Swingerclub, ist der Wifesharer sexuell überwiegend auf seine eigene Partnerin fixiert, nur mit ihr möchte er seine spezielle Dreier-Fantasie ausleben.

## Film
Im Film Westwärts zieht der Wind von 1969 teilen sich die beiden Partner einer Kohlenmine eine Frau, die der eine Mann zuvor ersteigert und geheiratet hatte und in die sein Partner sich verliebt.
Im Film Ein unmoralisches Angebot von 1993 schlägt ein Millionär seinem Geschäftspartner als Prämisse für einen Vertragsabschluss vor, dessen Ehefrau für eine Nacht zu sexuellen Zwecken zu teilen.